# Thomas Delaney
Thomas Joseph Delaney Hansen (Frederiksberg, Dinamarca, 3 de septiembre de 1991) es un futbolista danés. Juega de centrocampista y su equipo es el F. C. Copenhague de la Superliga de Dinamarca.

## Trayectoria

### Inicios
Inició su carrera en el F. C. Copenhague, con el que debutó el 16 de abril de 2009 en un partido de Copa de Dinamarca ante el Nordvest F. C. Durante su etapa en el club, que finalizó en diciembre de 2016, jugó un total de 246 partidos, ganando además en cuatro ocasiones la Superliga de Dinamarca.

### Alemania
Fue transferido al Werder Bremen por 2 millones de euros en enero de 2017. Allí jugó durante una temporada y media, hasta que el 7 de junio de 2018 fichó por el Borussia Dortmund por 20 de millones de euros.

### Sevilla F. C.
El 25 de agosto de 2021 el Sevilla F. C. anunció su fichaje para las siguientes cuatro temporadas. Según la prensa, el precio del traspaso fue de seis millones de euros más dos en variables. Realizó su debut tres días después de su llegada ante el Elche C. F. y antes de acabar el año marcó su primer gol como sevillista que sirvió para lograr tres puntos en el campo del Athletic Club.
Después de haber disputado casi cincuenta encuentros en año y medio, a finales de enero de 2023 regresó al fútbol alemán para jugar como cedido en el TSG 1899 Hoffenheim lo que quedaba de temporada. Jugó 243 minutos repartidos en siete partidos. La siguiente campaña volvió a ser prestado y se marchó al R. S. C. Anderlecht  belga.

### Regreso a Copenhague
El 19 de julio de 2024 puso fin a su etapa como sevillista tras llegar a un acuerdo para rescindir su contrato. Al día siguiente se hizo oficial su vuelta al F. C. Copenhague siete años y medio después de su marcha.

## Selección nacional
Fue internacional con la selección de Dinamarca. Debutó el 15 de octubre de 2013 en un partido de clasificación para la Copa Mundial de Fútbol de 2014 ante Malta que vencieron por 6-0.
En 2018 participó en el Mundial de Rusia, torneo en el que Dinamarca perdió en los octavos de final ante Croacia en la tanda de penaltis. Cuatro años después acudió a la cita celebrada en Catar en la que sufrió una lesión en el primer partido que le hizo ser baja durante lo que quedaba de competición.
El 25 de agosto de 2024 anunció su retirada como internacional tras disputar 81 encuentros en once años.

### Participaciones en Copas del Mundo
| Mundial                        | Sede  | Resultados       | Partidos | Goles |
| ------------------------------ | ----- | ---------------- | -------- | ----- |
| Copa Mundial de Fútbol de 2018 | Rusia | Octavos de final | 4        | 0     |
| Copa Mundial de Fútbol de 2022 | Catar | Primera fase     | 1        | 0     |

### Participaciones en Eurocopas
| Copa          | Sede     | Resultado        | Partidos | Goles |
| ------------- | -------- | ---------------- | -------- | ----- |
| Eurocopa 2020 | Europa   | Semifinal        | 6        | 1     |
| Eurocopa 2024 | Alemania | Octavos de final | 3        | 0     |

## Estadísticas

### Clubes
Actualizado al último partido disputado el 26 de mayo de 2024.
| Club                           | Div.          | Temporada     | Liga  | Liga  | Copas nacionales | Copas nacionales | Copas internacionales | Copas internacionales | Total | Total |
| Club                           | Div.          | Temporada     | Part. | Goles | Part.            | Goles            | Part.                 | Goles                 | Part. | Goles |
| ------------------------------ | ------------- | ------------- | ----- | ----- | ---------------- | ---------------- | --------------------- | --------------------- | ----- | ----- |
| F. C. Copenhague Dinamarca     | 1.ª           | 2008-09       | 0     | 0     | 2                | 0                | 0                     | 0                     | 2     | 0     |
| F. C. Copenhague Dinamarca     | 1.ª           | 2009-10       | 9     | 0     | 0                | 0                | 3                     | 1                     | 12    | 1     |
| F. C. Copenhague Dinamarca     | 1.ª           | 2010-11       | 16    | 1     | 2                | 0                | 2                     | 0                     | 20    | 1     |
| F. C. Copenhague Dinamarca     | 1.ª           | 2011-12       | 19    | 1     | 1                | 0                | 7                     | 0                     | 27    | 1     |
| F. C. Copenhague Dinamarca     | 1.ª           | 2012-13       | 21    | 1     | 3                | 0                | 8                     | 0                     | 32    | 1     |
| F. C. Copenhague Dinamarca     | 1.ª           | 2013-14       | 32    | 3     | 5                | 0                | 6                     | 0                     | 43    | 3     |
| F. C. Copenhague Dinamarca     | 1.ª           | 2014-15       | 27    | 2     | 6                | 1                | 9                     | 0                     | 42    | 3     |
| F. C. Copenhague Dinamarca     | 1.ª           | 2015-16       | 29    | 5     | 5                | 1                | 4                     | 0                     | 38    | 6     |
| F. C. Copenhague Dinamarca     | 1.ª           | 2016-17       | 19    | 6     | 0                | 0                | 11                    | 2                     | 30    | 8     |
| F. C. Copenhague Dinamarca     | Total club    | Total club    | 172   | 19    | 24               | 2                | 50                    | 3                     | 246   | 24    |
| Werder Bremen · Alemania       | 1.ª           | 2016-17       | 13    | 4     | 0                | 0                | —                     | —                     | 13    | 4     |
| Werder Bremen · Alemania       | 1.ª           | 2017-18       | 32    | 3     | 4                | 0                | —                     | —                     | 36    | 3     |
| Werder Bremen · Alemania       | Total club    | Total club    | 45    | 7     | 4                | 0                | 0                     | 0                     | 49    | 7     |
| Borussia Dortmund · Alemania   | 1.ª           | 2018-19       | 30    | 3     | 2                | 0                | 6                     | 0                     | 38    | 3     |
| Borussia Dortmund · Alemania   | 1.ª           | 2019-20       | 11    | 0     | 0                | 0                | 3                     | 0                     | 14    | 0     |
| Borussia Dortmund · Alemania   | 1.ª           | 2020-21       | 20    | 1     | 7                | 0                | 7                     | 0                     | 34    | 1     |
| Borussia Dortmund · Alemania   | 1.ª           | 2021-22       | 1     | 0     | 1                | 0                | —                     | —                     | 2     | 0     |
| Borussia Dortmund · Alemania   | Total club    | Total club    | 62    | 4     | 10               | 0                | 16                    | 0                     | 88    | 4     |
| Sevilla F. C. · España         | 1.ª           | 2021-22       | 26    | 2     | 2                | 0                | 7                     | 0                     | 35    | 2     |
| Sevilla F. C. · España         | 1.ª           | 2022-23       | 8     | 0     | 0                | 0                | 4                     | 0                     | 12    | 0     |
| Sevilla F. C. · España         | Total club    | Total club    | 34    | 2     | 2                | 0                | 11                    | 0                     | 47    | 2     |
| TSG 1899 Hoffenheim · Alemania | 1.ª           | 2022-23       | 6     | 0     | 1                | 0                | ―                     | ―                     | 7     | 0     |
| TSG 1899 Hoffenheim · Alemania | Total club    | Total club    | 6     | 0     | 1                | 0                | 0                     | 0                     | 7     | 0     |
| R. S. C. Anderlecht · Bélgica  | 1.ª           | 2023-24       | 23    | 1     | 2                | 0                | —                     | —                     | 25    | 1     |
| R. S. C. Anderlecht · Bélgica  | Total club    | Total club    | 23    | 1     | 2                | 0                | 0                     | 0                     | 25    | 1     |
| Total carrera                  | Total carrera | Total carrera | 342   | 33    | 43               | 2                | 77                    | 3                     | 462   | 38    |

## Palmarés

### Títulos nacionales
| Título                 | Club              | País      | Año     |
| ---------------------- | ----------------- | --------- | ------- |
| Superliga de Dinamarca | F. C. Copenhague  | Dinamarca | 2008-09 |
| Copa de Dinamarca      | F. C. Copenhague  | Dinamarca | 2008-09 |
| Superliga de Dinamarca | F. C. Copenhague  | Dinamarca | 2009-10 |
| Superliga de Dinamarca | F. C. Copenhague  | Dinamarca | 2010-11 |
| Copa de Dinamarca      | F. C. Copenhague  | Dinamarca | 2011-12 |
| Superliga de Dinamarca | F. C. Copenhague  | Dinamarca | 2012-13 |
| Copa de Dinamarca      | F. C. Copenhague  | Dinamarca | 2014-15 |
| Superliga de Dinamarca | F. C. Copenhague  | Dinamarca | 2015-16 |
| Copa de Dinamarca      | F. C. Copenhague  | Dinamarca | 2015-16 |
| Supercopa de Alemania  | Borussia Dortmund | Alemania  | 2019    |
| Copa de Alemania       | Borussia Dortmund | Alemania  | 2020-21 |
| Superliga de Dinamarca | F. C. Copenhague  | Dinamarca | 2024-25 |
| Copa de Dinamarca      | F. C. Copenhague  | Dinamarca | 2024-25 |